# 明照寺 (彦根市)
妙法山明照寺（みょうほうざん めんしょうじ）は、滋賀県彦根市にある浄土真宗本願寺派寺院。

## 歴史
- 1393年（明徳4年） - 祐海により近江国後谷村（後の芹谷村、現滋賀県犬上郡多賀町後谷）に創建
- 1691年（元禄4年） - 多賀後谷より移転

## 松尾芭蕉との関係
14代目住職の李由は松尾芭蕉に師事した俳人でもあった。芭蕉は1691年秋に大津から江戸に向かう途中で明照寺に立ち寄った。寺院近くの農家の老女を眺めて芭蕉が詠んだのが「稲こきの姥（うば）もめでたし菊の花」という句であった。菊が長寿の象徴であることに見立てて詠んだとされている。寺院内の池泉回遊式庭園には李由の手植えの梅があり、芭蕉は庭園を鑑賞しながら 「百歳（ももとせ）の気色（けしき）を庭の落葉かな」という句を詠んでおり、句碑として残されている。この句碑は、笠塚という名称で建てられている。これは、芭蕉没後に李由が形見分けとして芭蕉の渋笠を貰いうけて笠塚の下に埋めた事を示す物である。

## 境内の史跡
- 池泉回遊式庭園
- 笠塚

## 文化財
- 市指定文化財[2]
  - 種類：名勝
  - 名称：明照寺庭園
  - 指定日：1973年（昭和48年）3月30日
  - 時代：江戸時代
  - 所有者：明照寺
  - 面積：1,144.43平方メートル

## その他
- 本堂は1983年（昭和58年）8月25日に焼失しその後再建されている。